# Vinkenkade
Vinkenkade is een straatnaam in de gemeente De Ronde Venen, in de provincie Utrecht. Het ligt ten noordoosten van de Vinkeveense plassen, direct ten westen van de Rijksweg A2 en ten noorden van de Baambrugse Zuwe en de Groenlandsekade. Aan de andere kant van de A2 ligt Baambrugge.
In Vinkenkade bevindt zich het bungalowpark genaamd Buitenborgh dat vanaf de A2 zichtbaar is.
Dorpen: Abcoude · Amstelhoek · Baambrugge · De Hoef · Mijdrecht · Vinkeveen · Waverveen · Wilnis

Buurtschappen: Aan de Zuwe · Achterbos · Baambrugse Zuwe · Botshol · Demmerik · Donkereind · Geer · Gemaal · Groenlandsekade · Kromme Mijdrecht · Mennonietenbuurt · Nessersluis · Stokkelaarsbrug · Vinkenkade

Utrecht · Plaatsen in de provincie      Nederland · Provincies · Gemeenten